# Football Club de Nantes
Il Football Club de Nantes (AFI: /nɑ̃t/ ), meglio noto come FC Nantes o semplicemente Nantes, è una società calcistica francese con sede nella città di Nantes. Milita nella Ligue 1, la massima serie del campionato francese di calcio.
Fondato il 21 aprile 1943 dalla fusione di alcuni club cittadini con il nome Football Club de Nantes, il club ha mantenuto questa denominazione fino al 1992 quando ha cambiato denominazione in Football Club Nantes-Atlantique per poi tornare, nel 2007, al nome precedente. Disputa le gare casalinghe allo stadio La Beaujoire-Louis Fonteneau (37 473 posti).
Nonostante durante l'inizio degli anni duemila il club abbia avuto un brusco calo di prestazioni che l'ha portata a due retrocessioni in seconda divisione nel giro di due anni (nel 2007, interrompendo tra l'altro il primato di permanenza in massima serie, per ora fermo a 44 stagioni, eguagliato dal Paris Saint-Germain nel 2017-18; e nel 2008-09), il Nantes è una delle squadre francesi più titolate, avendo vinto 8 titoli nazionali (al quarto posto nella classifica dei club più vincenti di Francia), 4 coppe nazionali, 3 Supercoppe nazionali e una Coppa di Lega francese, oltre a detenere diversi record del campionato nazionale. Il Nantes ha inoltre acquisito una certa notorietà anche a livello europeo, soprattutto tra gli anni ottanta e gli anni novanta, quando ha dapprima raggiunto la semifinale di Coppa delle Coppe nel 1980, persa contro i futuri campioni del Valencia, e poi quella di Champions League nel 1996, persa anche in questo caso contro la futura vincitrice della manifestazione, la Juventus.

## Storia
Il Football Club Nantes venne fondato il 21 aprile 1943, durante l'occupazione tedesca della Francia. In tale contesto i presidenti di sei club locali - Saint-Pierre de Nantes, Stade Nantais UC, AC Batignolles, SS Batignolles, ASO Nantaise e Mellinet - si incontrarono più volte presso alcuni café cittadini, , tra cui il Café Morice in place du Commerce e il Café des Alliés in rue de la Fosse, con l'obiettivo di creare una squadra adatta a competere con i club di massima serie. Le circostanze che portarono alla nascita del club restano in parte avvolte nel mistero, e né il comune di Nantes né la nuova società fecero allora nulla per chiarirle ufficialmente, sebbene siano documentati almeno quattro incontri tenutisi nella primavera del 1943 – l'11 marzo, il 24 marzo, il 5 aprile e infine il 21 aprile – per delineare il progetto.
Fu in particolare la prima squadra del Saint-Pierre de Nantes, il principale club dilettantistico della città attivo nella Division d'Honneur, a rendersi indipendente assumendo il nome di Football Club de Nantes. Inizialmente esistevano due progetti distinti: uno promosso dallo SNUC, e l'altro sostenuto da Marcel Saupin, allenatore della Mellinet. La scelta del Saint-Pierre di aderire al progetto guidato da Saupin risultò determinante, facendo pendere la bilancia a favore di quest’ultimo.
Il comitato direttivo del nuovo sodalizio comprendeva sei membri provenienti dal Saint-Pierre, tra cui il presidente Marcel Braud. Gli altri club cittadini ebbero un solo rappresentante ciascuno, mentre al SNUC ne furono assegnati due. Facevano parte del comitato anche due delegati della federazione calcistica francese.
Lo statuto fondativo, approvato ufficialmente il 21 aprile 1943, stabiliva che il club fosse creato «per sviluppare, attraverso la pratica del calcio, la forza fisica e morale dei giovani e per creare legami di amicizia e solidarietà tra tutti i membri». Un principio conforme alla retorica associativa tipica del tempo, che rifletteva tuttavia anche la funzione attribuita allo sport nell'ideologia del regime di Vichy, in un contesto di occupazione tedesca e indottrinamento giovanile. Inoltre, secondo la stampa locale dell'epoca, il nuovo club avrebbe dovuto riunire i migliori calciatori di Nantes e Saint-Nazaire, integrati da altri elementi di alto livello, sotto la guida dell'esperto allenatore Aimé Nuic.
Tre mesi dopo la costituzione della compagine, il 26 luglio 1943 venne iscritto in Division d'Honneur Ouest, nel gruppo Anjou-Bretagne assieme ad Angers e Le Mans. Il debutto ufficiale avvenne invece  il 12 settembre 1943 in casa contro l'AS Brestoise.

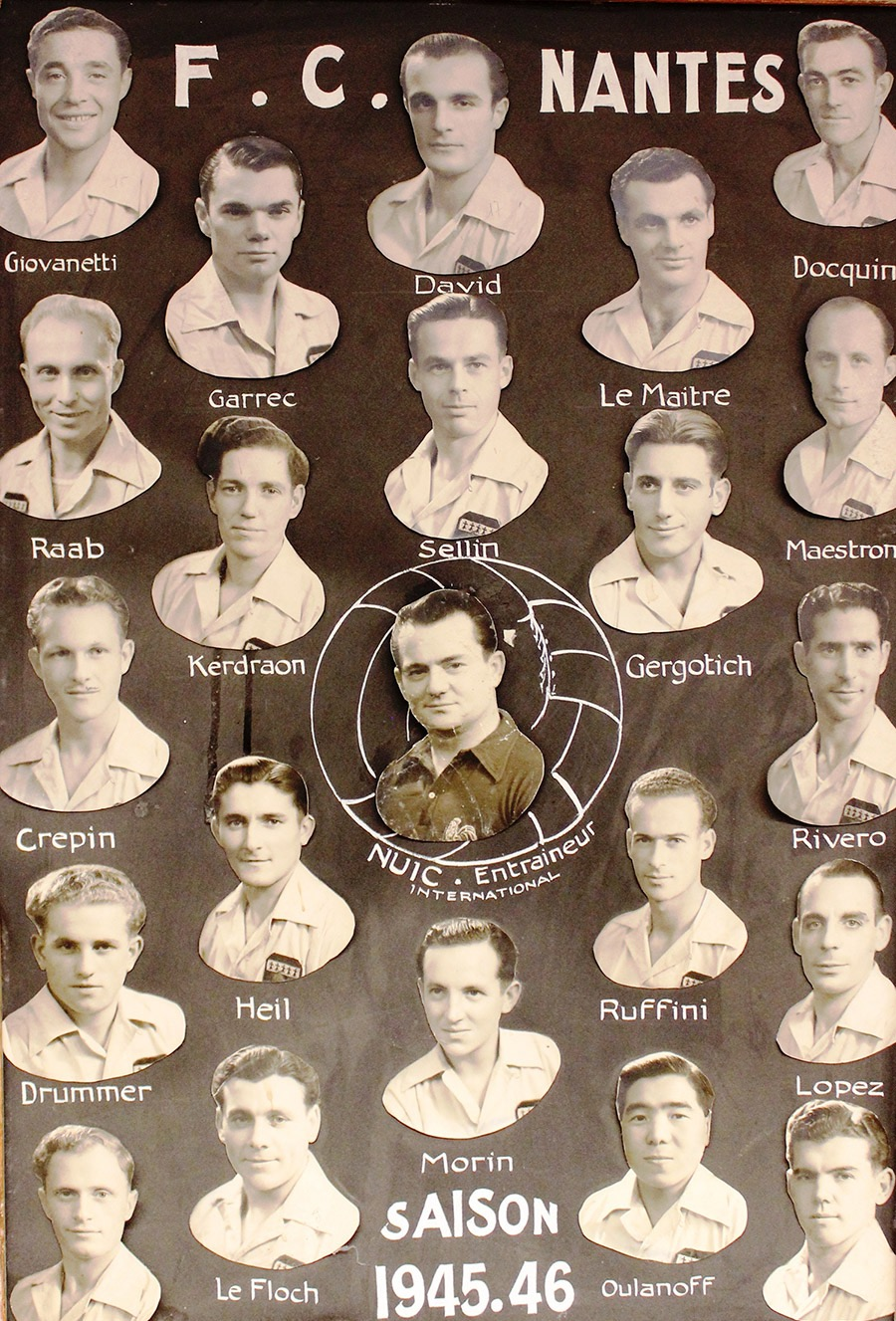
La formazione canarina che debuttò in Division 2 nel 1945-1946.

A fine stagione les nantaise ottenero la promozione diretta grazie al secondo posto in classifica. Tuttavia, nonostante la qualificazione ottenuta sul campo, il Nantes non ebbe la possibilità di esordire in seconda divisione a causa delle guerre di liberazione. Nel biennio 1944-1945 il club continuò così a disputare tornei regionali, conquistando nella stagione 1944-1945 un treble vincendo il championnat d'Anjou amateurs, il championnat de l'Ouest e la Coupe de l'Ouest.
Al termine delle ostilità la squadra ebbe la possibilità di esordire nel calcio professionistico, venendo iscritta in seconda divisione, nella quale il club gialloverde debuttò il 26 agosto 1945, battendo in trasferta il CA Paris. con i gol di Crépin e Ruffin.
La formazione concluse la sua prima stagione professionistica con un bilancio di 11 successi, 11 sconfitte e solo 4 pareggi che, con 26 punti, lo portarono a piazzarsi quinti nel proprio girone.
A partire dalla stagione successiva, il campionato di seconda divisione tornò alla formula a girone unico, e Nuic fu sostituito dal tedesco Anton Raab, che assunse il doppio ruolo di giocatore e tecnico. Nelle stagioni successive la squadra mantenne posizioni di metà classifica: 9º nel 1946-1947, 11º nel 1947-1948 e nuovamente 9º nel 1948-1949. Anche in Coppa di Francia le prestazioni furono modeste, con eliminazioni nelle fasi iniziali. La stagione 1949-1950 cominciò in maniera disastrosa, portando alla sostituzione di Raab con il portiere Antoine Gorius, che assunse anch'egli la funzione di allenatore-giocatore. Al termine di quella stagione il Nantes chiuse al 17º posto, in zona retrocessione, ma fu infine salvato grazie all'annullamento delle discese di categoria.
Nel 1950-1951, dopo un'altra stagione deludente conclusa al 10º posto, l'amministrazione municipale intervenne stanziando un'importante sovvenzione, che permise al club di ingaggiare un allenatore di prestigio: Émile Veinante, campione nazionale con l'RC France nel 1935-1936.
Sotto la sua guida tecnica, nella stagione 1951-1952 il club si mantenne per gran parte del campionato nelle posizioni di vertice, in lizza per la promozione in massima serie. Tuttavia, nelle fasi finali del torneo, scivolò al quarto posto, sfiorando l'accesso alla Division 1. Un momento cruciale della stagione fu lo spareggio per il terzo posto contro il Monaco, disputato in un clima particolarmente teso e combattuto. Nel corso dell'incontro, il Nantes rimase in dieci uomini a seguito dell'infortunio di Baumann e, pur mantenendo il punteggio sull'1-1 fino ai minuti finali, subì una rete contestata per presunto fuorigioco. Poco dopo, un gol del Nantes che avrebbe ristabilito la parità venne annullato per la medesima infrazione. In segno di protesta contro le decisioni arbitrali, i giocatori gialloverdi inscenarono uno sciopero simbolico in campo, rifiutandosi di proseguire e giocare gli ultimi nove minuti della partita, che si concluse con un pesante 8-1 in favore del Monaco.
Nonostante la sconfitta, Marcel Saupin, che nel mentre era divenuto presidente del club, espresse pubblicamente il proprio sostegno alla squadra, lodandone l'impegno in una stagione segnata da difficoltà e polemiche.
L'obiettivo della promozione in massima serie fu raggiunto solamente vent'anni dopo la fondazione del club grazie al tecnico di origine spagnola José Arribas, che introdusse all'interno della squadra un inedito tipo di gioco (ribattezzato dalla stampa jeu à la nantaise) basato sul collettivo, sulla velocità, nonché sul modulo 4-2-4. Guadagnata la massima serie, il Nantes si dimostrò capace di lottare per il vertice, vincendo due titoli consecutivi nelle stagioni 1964-1965 e 1965-1966, grazie anche all'apporto di giocatori emergenti come Jacky Simon, Ramon Muller, Philippe Gondet, Robert Budzynski (futuro direttore sportivo della squadra) e Daniel Eon. Con Arribas in panchina la squadra ripeterà la vittoria in campionato nella stagione 1972-1973, con una squadra rinnovata che aveva come principale cardine il capitano Henri Michel e gli stranieri Erich Maas, Ángel Bargas e Ángel Marcos.
Il Nantes continuò a dominare in campo nazionale anche dopo il 1976, anno in cui Arribas fu sostituito in panchina da Jean Vincent: grazie a giocatori di nuova generazione, tra cui il trio d'attacco Amisse-Baronchelli-Pécout e il centrocampista Gilles Rampillon, la squadra fu rigenerata e fu capace di aggiudicarsi il titolo nelle stagioni 1976-77 e 1979-80 (stabilendo tra l'altro il record nazionale di risultati utili consecutivi in casa), ma soprattutto la Coppa di Francia, vinta nella stagione 1978-79 dopo tre finali perse. Sotto la guida di Vincent il Nantes acquistò anche una certa notorietà a livello internazionale, raggiungendo le semifinali di Coppa delle Coppe nel 1980, in cui fu sconfitto dal Valencia, futuro vincitore della manifestazione.
Nel 1982 il timone della squadra fu preso da Jean-Claude Suaudeau, ex giocatore della squadra nonché tecnico della squadra delle riserve: il cambio di allenatore coincise con un ennesimo rinnovo della squadra (che vide l'inserimento di giocatori come Vahid Halilhodžić, per due volte consecutive capocannoniere del campionato, José Touré e l'affermazione di Maxime Bossis, che ereditò la fascia di capitano da Henri Michel) a cui corrispose la vittoria del sesto titolo nazionale, conseguito dopo aver dominato agevolmente la graduatoria, e la vittoria del primo trofeo internazionale, la coppa delle Alpi.
Negli anni successivi a queste affermazioni il Nantes continuò per un periodo a mantenersi in posizioni di classifica medio-alta in seguito, a causa di una politica di mercato deficitaria (che vide l'acquisto di giocatori sul viale del tramonto e la vendita a prezzi irrisori di giovani promesse), la squadra andò incontro ad una crisi tecnica e societaria, fino a rischiare il fallimento al termine della stagione 1991-92, evitato grazie ad un risanamento della società che portò alla ridenominazione del club in Football Club Nantes-Atlantique.

Un frangente della semifinale di Champions League del 1996 tra il Nantes e la Juventus, rimasto il massimo traguardo internazionale raggiunto dal club atlantico.

Scongiurato il fallimento la squadra, allenata da Jean-Claude Suaudeau (che aveva ripreso il timone della squadra nel 1991), fu ricostruita nel giro di pochi anni e, grazie ad elementi come Patrice Loko, Christian Karembeu e Claude Makélélé, riportò il titolo nazionale a Nantes nella stagione 1994-95, stabilendo in quell'anno alcuni record tuttora imbattuti a livello nazionale, come quello di imbattibilità, e raggiunse le semifinali di Champions League nella stagione successiva, dove fu sconfitto dalla Juventus, futura vincitrice della manifestazione. La striscia positiva della squadra continuò anche dopo il 1997, anno in cui Raynald Denoueix prese il posto di Suaudeau alla guida della squadra: i canarini vinsero infatti due edizioni consecutive della Coppa di Francia (nel 1998-99 e nel 1999-00, quest'ultima battendo un sorprendente Calais RUFC) e un titolo nazionale (nella stagione 2000-01).
A questo periodo d'oro seguì negli anni successivi un periodo di lento declino, iniziato nell'autunno 2001 con l'esonero di Denoueix, avvenuto a causa di un inizio poco felice in campionato e in UEFA Champions League. Il culmine di questo declino si concretizzò nella stagione 2006-07, in cui il Nantes retrocesse in Ligue 2, ponendo fine a quarantaquattro anni di permanenza in massima serie. La pronta risalita della squadra in massima serie nonché il cambio ai vertici della dirigenza (che comportò il cambio di denominazione in Football Club de Nantes) non sembrò arrestare la crisi della squadra, che al termine della stagione 2008-09 retrocesse in seconda divisione dopo un solo anno di permanenza in Ligue 1.

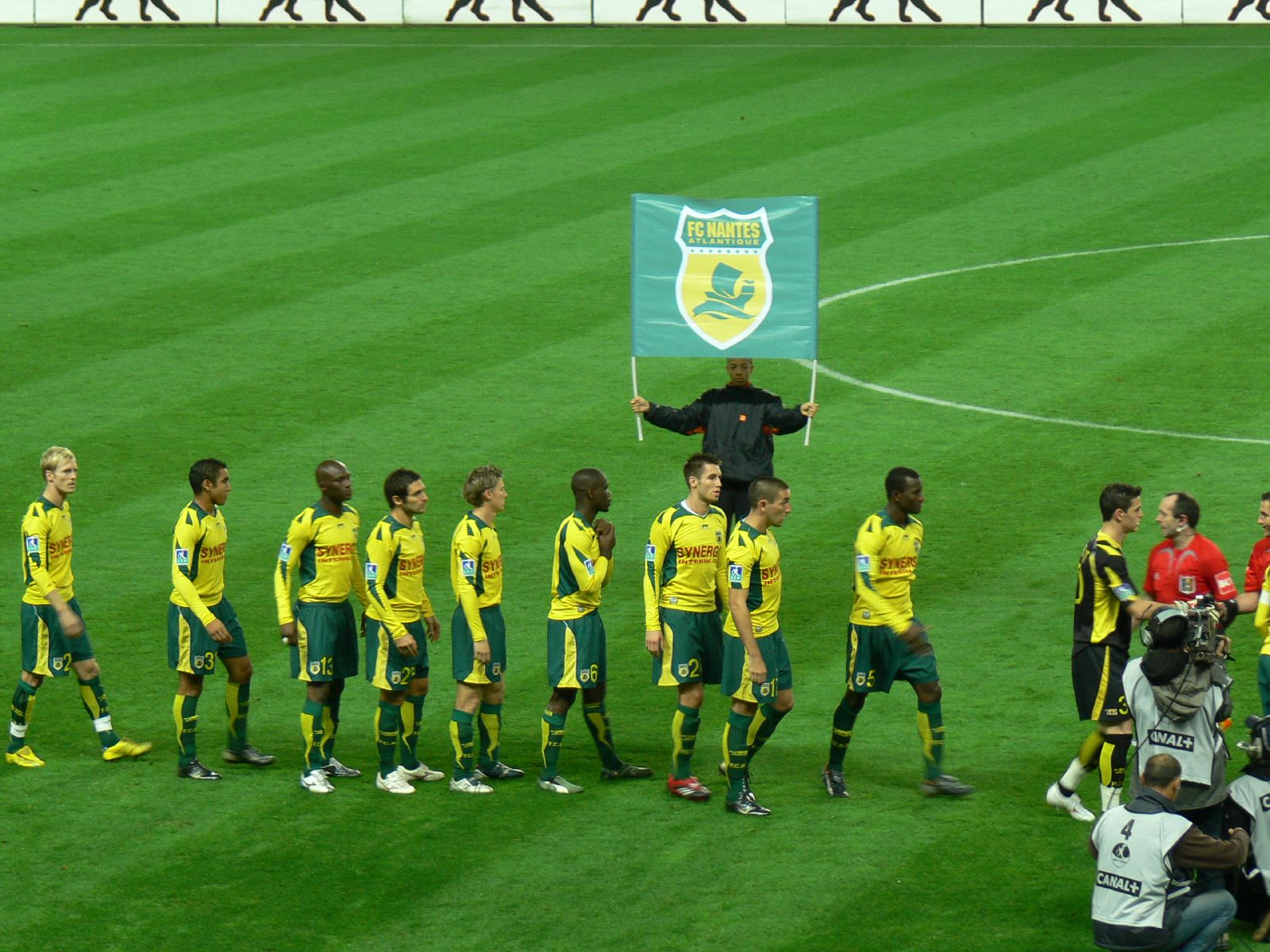
Il Nantes nel 2006, una delle ultime stagioni in Ligue 1 prima del ritorno in massima serie del 2013

Tornato nella massima divisione al termine della stagione 2012-2013, quando ottenne l'aritmetica certezza della promozione a due giornate dal termine, grazie alla vittoria per 1-0 sul Sedan, il Nantes partì molto bene in Lingue 1, trascinato dai gol di Filip Djordjevic, e rimase in zona utile alla qualificazione alle coppe europee per diverse giornate, prima di cedere, falcidiato da infortuni e non (a gennaio era già ufficiale il passaggio del cannoniere Djordjevic alla Lazio), e concludere con una tranquilla salvezza. Nelle stagioni seguenti raggiunse sempre con un discreto anticipo la salvezza. Nella stagione 2017-2018, sotto la guida di Claudio Ranieri, coltivò per larga parte della stagione il sogno di una qualificazione europea, dopo essere stato quinto e aver terminato nono.
La stagione seguente, invece, il club fa di peggio e si piazza al dodicesimo posto finale, ma la stagione è funestata dal passaggio del calciatore italo-argentino Emiliano Sala al Cardiff City (autore di 12 reti nella prima parte dell'annata), conclusosi in tragedia a causa di un incidente aereo.
La stagione 2020-2021 fu complicatissima, con la squadra per gran parte del torneo in zona retrocessione, ma un ottimo finale di campionato consentì ai gialloverdi di accedere allo spareggio contro il Tolosa. Nel doppio confronto ebbe la meglio il Nantes grazie alla regola dei gol fuori casa, vincendo l'andata per 1-2 in casa dei neroviola e perdendo per 0-1 in casa. Nell'annata 2021-2022, invece, la squadra riuscì a vincere la Coppa di Francia battendo in finale il Nizza per 1-0 allo stade de France. In questo modo la squadra ottenne la qualificazione all'Europa League, tornando a disputare una coppa europea dopo 18 anni.
La stagione seguente quindi, inseriti nel gruppo G con Friburgo, Qarabağ e Olympiacos, ottengono la qualificazione ai sedicesimi con 9 punti, frutto di 3 vittorie e 3 sconfitte. Tuttavia, il cammino dei canarini si interrompe subito ai play-off dove vengono eliminati dalla Juventus. In Coppa di Francia, invece, il club bretone ha l'occasione di bissare il successo dell'anno prima, tuttavia subisce una sonora sconfitta per 1-5 contro il Tolosa; mentre in campionato conquistano la permanenza in massima serie all'ultima giornata grazie alla vittoria di misura sui rivali dell'Angers, già retrocesso.

## Cronistoria essenziale
Di seguito la cronistoria essenziale del Nantes nel dettaglio.

## Colori e simboli

### Colori
I colori ufficiali del club sono sin dall'origine il giallo ed il verde, che non erano altro che i colori con i quali correvano i fantini in sella ad Ali Pasha, il miglior cavallo della scuderia di Jean Le Guillou, uno dei primi presidenti dei gialloverdi.
Proprio dalla scelta dei colori del club deriva il soprannome attuale, les canaris (i canarini), che richiama il Norwich City, un altro club con la stessa combinazione cromatica, e che ha adottato il canarino come simbolo fin dalla sua fondazione, in quanto presente negli stemmi della città. Il Nantes è quindi una delle squadre, insieme al Fenerbahçe e alla nazionale brasiliana, che condivide questo soprannome per analogia.
A partire dal 1943, le maglie del Nantes erano tradizionalmente gialle con decorazioni verdi. Fra gli anni cinquanta e gli anni sessanta, queste decorazioni raffiguravano dei motivi a V verdi, sostitui poi da delle strisce verdi lungo tutti i fianchi.
I pantaloncini, bianchi in origine, furono cambiati in neri tra il 1973 ed il 1976 e, per soltanto un anno, le decorazioni delle magliette furono blu-bianco-rosse in occasione della stagione 1973-1974, per celebrare il terzo titolo nazionale della squadra. I pantaloncini divennero poi verdi a partire dal 1976 (con inserti gialli). In quel periodo le maglie del Nantes divennero piuttosto iconiche per il principale sponsor Europe 1, il cui simbolo formava una vistosa banda obliqua. La fornitura passò poi a Patrick, che produsse per anni divise completamente gialle con bordini verdi.
Dopo una breve parentesi Adidas, Diadora fornì a partire dal 1992 delle maglie piuttosto diverse, a bande verticali, divenute comunque iconiche nella storia del club in quanto simbolo del titolo ottenuto nel 1995. Le strisce divennero praticamente simbolo d'identità del club per tutti gli anni novanta e furono riprese anche dall'Adidas dal 1995 al 2000.
All'inizio del nuovo millennio, con l'arrivo dell'azienda Le Coq Sportif, che strinse un accordo col Nantes dal 2000 al 2005, le strisce furono definitivamente accantonate e si tornò alle divise interamente gialle, con addirittura rari dettagli verdi o un'unica banda verticale adottata però per una sola stagione, quella 2004-2005. Il verde tornò con le forniture Airness a partire dal 2006. La fornitura fu unilateralmente interrotta dal club nel 2008, col conseguente subentro di Kappa, che reintrodusse le strisce verticali verdi nelle stagioni 2008-2009 e 2009-2010.
Negli anni successivi, con il susseguirsi di fornitori tecnici, il verde è continuato ad apparire sulle maglie e in alcune stagioni è stato utilizzato nuovamente con il motivo a strisce verticali.
Le divise da trasferta del club sono state generalmente bianche con decorazioni gialle o verdi. Tra le varianti più sperimentate si ricordano il rosso degli anni settanta, il blu notte nel 2001 o il grigio del 2009. Va ricordata inoltre una particolare divisa color verde bottiglia per la UEFA Champions League del 2001-2002.
Apparso sulle maglie del Nantes nel 1996, Synergie è divenuto lo sponsor principale del club dalla stagione 1998 con l'emblematica scritta in rosso, per ben 13 stagioni consecutive, superando in longevità l'altro storico sponsor della squadra, Europe 1 (1976-1986).

#### Evoluzione delle maglie
| 1955-1960 | 1960-1963 | 1963-1964 | 1964-1967 | 1967-1970 | 1970-1972 | 1972-1973 | 1974-1976 | 1976-1981 | 1992-1995 |
| 1995-1996 | 1997-2000 | 2008-2009 | 2009-2010 | 2010-2011 | 2011-2012 | 2012-2013 | 2013-2014 | 2014-2015 | 2015-2016 |
| 2016-2017 | 2017-2018 | 2018-2019 | 2019-2020 | 2020-2021 | 2021-2022 | 2022-2023 | 2023-2024 | 2024-2025 | 2025-2026 |

### Simboli ufficiali

#### Stemma
Nell'inverno del 1977 fu adottato un logo simile al blasone cittadino, costituito da una goletta gialla su un cerchio verde, all'interno del quale vi era la scritta "FCN" e cinque armellini. Questo simbolo fu utilizzato, con piccole modifiche, fino al 1987, in cui fu introdotto un simbolo simile a quello del municipio di Nantes, con l'aggiunta di sette stelle (che rappresentano il numero di titoli vinti) e la scritta FCN (FCNA a partire dal 1992). Nel 1997 fu introdotto un logo rimasto, con alcune modifiche, in vigore fino al 2007, costituito da uno scudo e da una goletta verde su una linea simile a quella del simbolo precedente. Nel 2008, su iniziativa di Waldemar Kita, venne introdotto un nuovo logo, ispirato a quello del Barcellona, che vede il ritorno dei cinque armellini e l'introduzione, nella parte inferiore dello scudo, di uno spazio giallo con bande verticali verdi, per ricordare la squadra campione di Francia nel 1995.
Nel maggio 2019 il club rinnova nuovamente l'identità societaria introducendo un nuovo stemma: un pittogramma che riproduce la lettera «N» che incurvandosi va a proiettare i bordi di uno scudo francese antico; completano lo stemma la denominazione societaria posta in alto e un armellino posto in basso.
Di questo stemma, nel finale della stagione 2022-2023, il club ne fa uso in una versione speciale in onore dell'80º anniversario di nascita. 

Stemma in uso dal 1997 al 2003
Stemma in uso dal 2003 al 2007
Stemma in uso dal 2008 al 2019
L'attuale stemma in uso dal 2019.
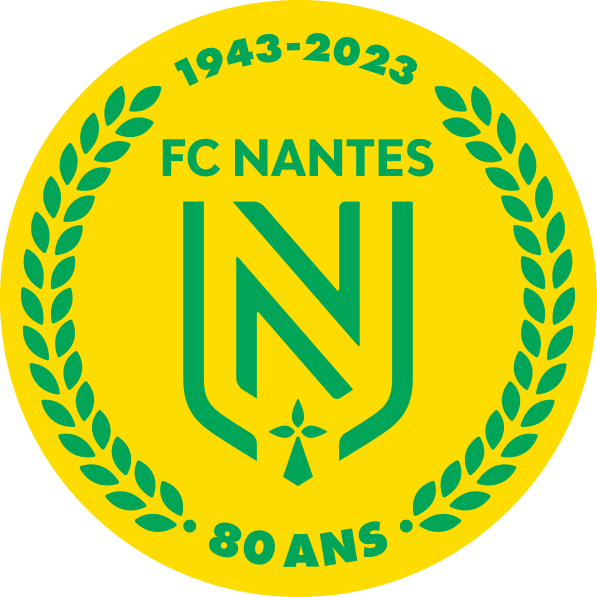
Stemma in uso nel 2023 per il 80º anniversario.

### Inni
Nel corso della sua storia il Nantes ha avuto quattro inni.
Il primo inno, un 45 giri chiamato La marche du club des Canaris: Le chant des supporters du FC Nantes, venne presentato da Christian Thommelet, autore dei testi, e Paul Terrien, autore della base, nei primi anni settanta, alla Société des auteurs, compositeurs et éditeurs de musique.
Quattro anni dopo Jean-Claude Darmon, finanziatore del club, commissionò un nuovo inno a Jean Schmitt e Boby Malpas, che produssero il 45 giri Allez les Canaris!, pubblicato dalla casa discografica Barclay ed eseguito da un coro chiamato Les Onze.
L'inno di Schmitt e Malpas fu utilizzato come canto ufficiale dei gialloverdi fino al 1987, in quell'anno il presidente Max Bouyer diede il via libera alla creazione di un nuovo inno dalle sonorità tipiche della musica brasiliana, La Canari Mania, realizzato dai fratelli Pierre e François Daniel ed eseguito da Lou Briand.
Dopo l'addio di Bouyer, il nuovo presidente Guy Scherrer fece rientrare in voga l'inno Allez le Canaris, che nel 1997 venne sostituito dall'attuale Hymne à la Beaujoire, composto da Olivier Tronson, Jean Luc Trecan e Gérard Troupel e interpretato da Bruno Corgeau.
La canzone non ebbe un successo immediato. Dopo tre stagioni, si considerò di porlo in disuso dopo che gli stessi Tronson, Trecan e Troupel pubblicarono la canzone Au coeur du stade, presentata al pubblico durante un derby contro il Rennes nel 2001. Tuttavia con il tempo i tifosi canarini si affezionarono all'Hymne e nel corso degli anni vennero create numerose cover dell'inno, ultimo dei quali nel 2015 ad opera del gruppo musicale di Nantes Justin(e).

## Strutture

### Stadio
Nei primi anni di vita, il Nantes giocò le proprie partite casalinghe in tre campi: lo Stade du Vivier, lo Stade de la Contrie ed infine nello Stade de Procé. Tutto ciò prima di ottenere il consenso di utilizzare quello che allora era noto come stade Malakoff.
Nonostante i permessi ottenuti, nel biennio 1943-1944, sia a causa dell'utilizzo dello stadio come parcheggio di veicoli da parte del Wehrmacht che dei bombardamenti del 16 e del 23 settembre, il club non ebbe la possibilità di praticare il proprio diritto di usufruttuario, utilizzandolo soltanto in una occasione, all'esordio contro l'AS Brestoise il 12 settembre 1943.
Lo stadio fu riaperto ufficialmente il 15 ottobre 1944, tuttavia le competizioni nazionali furono sospese: il Nantes, che allora aveva fatto ritorno allo Stade de Procé, seppur considerato pur sempre suo usufruttuario, non lo utilizzò fino al settembre 1945, in corrispondenza con il debutto del club in Division 2.
Il Nantes utilizzò lo stadio per diversi anni e, parallelamente all’aumento della propria popolarità nel panorama calcistico francese, fu necessario espandere la struttura. Così fu, e grazie agli ampliamenti del 1951 e del 1955, e alla completa ristrutturazione del 1968-1969, lo stadio, rinominato Stade Marcel-Saupin nel marzo 1965 in omaggio al fondatore del club gialloverde, raggiunse una capienza di circa 29 500 posti, di cui solo 13 500 a sedere.
Negli anni successivi, la vicinanza del "Saupin" al centro cittadino limitò fortemente le ambizioni di espansione del club gialloverde. Nei primi anni ottanta, considerando la situazione e in vista degli europei del 1984 in Francia, il comune di Nantes indisse un concorso per un nuovo impianto sportivo in periferia. Il progetto vincitore, ideato dall'architetto Berdje Agopyan con gli studi d'ingegneria CERA e Chantiers Modernes, insieme al costruttore Sainrapt et Brice, prevedeva un impianto ellittico orientato nord-sud, coperto da una tettoia in calcestruzzo armato precompresso installata su mensole costruite durante l'edificazione.
I lavori iniziarono a ottobre 1982 e terminarono circa 15 mesi dopo a gennaio 1984, con il Nantes che inaugurò lo stadio l'8 maggio 1984 con un'amichevole contro la Romania.
Dopo aver ospitato due gare del succitato campionato europeo, il 17 agosto 1984 in occasione della vittoria per 3-1 del Nantes contro il Tolone davanti a 15 116 spettatori, l'infrastruttura diventa ufficialmente il nuovo impianto sportivo del club gialloverde.
Qualche anno dopo, il 30 gennaio 1989, il giorno dopo la morte dell'ex presidente e calciatore dei canarini, Louis Fonteneau, il club propose e ottenne l'aggiunta del suo nome a quello ufficiale dello stadio, ridenominato ufficialmente Stade de la Beaujoire - Louis Fonteneau.
Nel 2008, il nuovo presidente Waldemar Kita dichiarò di voler beneficiare del piano di organizzazione di Euro 2016 da parte della Francia per aumentare la capacità della "Beaujoire" o addirittura sostituirlo, in quanto definito da lui obsoleto nonostante la relativa giovane età dell'impianto.
Il progetto aveva dei costi stimati di 80 milioni di euro e venne abbandonato per questi costi considerati troppo elevati.
Nonostante ciò, Kita continuò ad avere contatti con il sindaco di Nantes, Johanna Rolland, arrivando alla proposta di costruzione di un nuovo stadio, il YelloPark, da costruire sulle ceneri di quello preesistente. Il 25 febbraio 2019 il progetto fu però annullato dopo uno scandalo per frode fiscale riguardante Kita.

### Centro di allenamento
Nei suoi primi decenni il Nantes non disponeva di strutture ad hoc per le sue sedute di allenamento, sfruttando gli stessi campi amatoriali dei vari club che i fusero per dare vita al Football Club de Nantes.
Tra gli anni quaranta e gli anni sessanta il club si allenò dunque allo Château du Vivier (impianto del Saint-Pierre), allo Stade Contrie, al Parc du Grand - Blottereau o, più spesso, al Parc de Procé.
Le condizioni migliorarono negli anni settanta, quando i gialloverdi iniziarono ad allenarsi al centro sportivo Basses-Landes, posto di poco lontano dal centro cittadino. Ma ciò non bastava ancora e sotto la guida del presidente Louis Fonteneau, fu avviato il progetto di costruzione di un centro di allenamento a La Jonelière nel comune di La Chapelle-sur-Erdre: i lavori iniziarono nel 1976 e il centro fu inaugurato nel settembre 1978. I locali furono costruiti per fungere anche da sede del club oltre al centro di formazione e furono chiamati "Centre sportif José-Arribas", dal nome dell'ex allenatore canarino morto nel 1989.
Costantemente migliorato (in particolare dopo la vittoria del campionato 2000-2001), il centro di allenamento dispone di sette campi su quattordici ettari (tre in erba, due sintetici, uno stabilizzato, uno sintetico in sabbia), la famosa "fossa" ben nota per gli allenamenti collettivi che Jean-Claude Suaudeau teneva lì (all'epoca in cemento e ora in erba sintetica), una sala pesi e una per balneoterapia.

## Società

### Sponsor
| Abbigliamento tecnico - 1971-1974: Le Coq Sportif - 1974-1989: Adidas - 1989-1991: Patrick - 1991-1992: Adidas - 1992-1995: Diadora - 1995-2000: Adidas - 2000-2005: Le Coq Sportif - 2005-2008: Airness - 2008-2011: Kappa - 2011-2014: Erreà - 2014-2018: Umbro - 2018-2020: New Balance - 2020-2025: Macron | Sponsor ufficiale - 1972: Michel Axel - 1972-1974: Tout l'Univers - 1974-1976: Café de Côte d'Ivoire - 1976-1987: Europe 1 - 1987-1991: Maisons Mikit - 1991-1998: Eurest - 1998-2011: Synergie - 2011-2013: Offset 5 - 2013-: Synergie - 2022-: Groupe AFD |

## Diffusione nella cultura di massa
Nel corso degli anni il Nantes, soprattutto durante i suoi periodi di maggior successo sportivo, oltre a imporsi come realtà sportiva nazionale e internazionale, ha acquisito un posto di discreto rilievo in ambito socioculturale.

L'attore Jalil Lespert nei panni del giovane Laurent Mahaut nel film Un dérangement considérable.

Il primo mezzo culturale attraverso cui il club gialloverde fu menzionato fu la televisione. Nel 1977 il comico francese Coluche citò il Nantes in uno dei suoi sketch messi in onda durante il telegiornale; a seguire, a ridosso dei primi anni del terzo millennio il club venne menzionato anche in opere cinematografiche: in Un dérangement considérable di Bernard Stora del 2000, l'attore Jalil Lespert interpreta un giovane calciatore che firma un contratto professionistico con i gialloverdi; in Camping di Fabien Onteniente del 2006, il commerciante di ferramenta Paul Gatineau indossa un berretto del Nantes; infine il film La Surface de réparation di Christophe Régin è completamente ambientato nel centro sportivo de La Jonelière.
In ambito musicale, oltre agli inni ufficiali, dagli anni settanta in poi sono diversi i brani musicali dedicati al Nantes.
Nel 1974 il cantante Henry Villerouge pubblicò il 45 giri Nantes Maillot Jaune!, scritta da Francis Huger, come omaggio alla presunta vittoria da parte dei canarini della Division 1 1973-1974, che tuttavia venne vinta dal Saint-Étienne.
Nello stesso periodo venne pubblicato l'album Allez ! Allez Nantes ! Allez les canaris !, inciso da Richard Patt insieme a una certa Michèle Sarna sotto l’etichetta Danot.
Nel 1977 il cantante e attore Carlos sul lato B del suo 45 giri Big Bisou incise una canzone in onore dei canarini sulla base di Oh Mary, Mary del cantante tedesco Benny Schnier, scritta da Vito Pallavicini e Toto Cutugno.
Negli anni successivi sono numerosi i brani con riferimenti ai canarini: Du Rififi Dans La Surface degli Elmer Food Beat, Hooligan de Nantes di Jacques Mesrine Xperience, Mil hent dall FCN dei Tri Bleiz Die e Super champions del duo Andreas et Nicolas.
In ambito letterario, invece, il Nantes viene menzionato nel romanzo Jouer Juste dello scrittore François Bégaudeau, in cui viene visto un discorso di un allenatore ai suoi giocatori all'intervallo di una finale di Champions League, che prende spunto dai discorsi che faceva l’allenatore canarino Jean-Claude Suaudeau. Sempre nello stesso ambito, nel 2006, il club viene messo al centro del romanzo dello scrittore britannico Simon Rance, The FC Nantes Experiment, nella quale racconta la sua esperienza tra i tifosi del Nantes.

## Allenatori e presidenti

### Allenatori

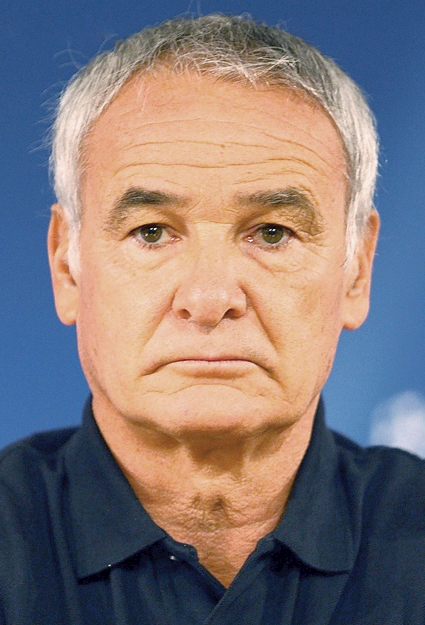
Claudio Ranieri, unico italiano ad aver allenato il Nantes, che concluse al nono posto in classifica nella stagione 2017-2018 dopo aver raggiunto il quinto posto a metà campionato.

Al giugno 2025, sono 38 gli allenatori ad avere avuto a tutt'oggi la conduzione tecnica del Nantes, tre dei quali, i primi tre, hanno ricoperto il ruolo di allenatore-giocatore.
Alla nascita della compagine, il club venne guidato in successione da Aimé Nuic, Antoine Raab e Antoine Gorius, che, come già detto, ricoprirono il doppio ruolo di tecnici e giocatori di movimento. Il primo allenatore professionista della squadra, che ricoprì il suo incarico a tempo pieno fu invece l'ex giocatore della nazionale francese Émile Veinante, ingaggiato nel 1951 ed in carica fino al 1955. La nazione più rappresentata tra gli allenatori canarini è la Francia, seguita da Portogallo con tre, Cecoslovacchia, Germania e Polonia con due ed infine con un solo allenatore: Argentina, Armenia, Bosnia ed Erzegovina, Ciad, Italia e Jugoslavia. Inoltre, molti degli allenatori del club hanno la particolarità di aver giocato nel club prima del loro approdo alla guida tecnica.
L'allenatore più longevo nella storia del Nantes è José Arribas, alla testa della squadra per sedici stagioni complete (dal 1960-1961 al 1975-76). Lo stesso Arribas è anche l'allenatore più vincente, avendo conquistato tre titoli nazionali (1964-1965, 1965-1966, 1972-1973) e una Supercoppa di Francia. Il secondo tecnico più longevo è invece Jean-Claude Suaudeau, che ha allenato la squadra per undici stagioni (dal 1982 al 1997, con un'interruzione dal 1988 al 1992) vincendo due titoli, classificandosi nella graduatoria degli allenatori più vincenti al quarto posto, preceduto da Raynald Denoueix (un titolo, due coppe nazionali e due supercoppe) e Jean Vincent (due titoli e una coppa nazionale), ma davanti ad Antoine Kombouaré (una coppa nazionale).
Di seguito è riportata la lista degli allenatori che si sono succeduti alla guida del club nella sua storia.
- 1943-1946  Aimé Nuic
- 1946-1949  Anton Raab
- 1949-1951  Antoine Gorius
- 1951-1955  Émile Veinante
- 1955-1956  Anton Raab (1 lug.-31 mar.)
 Stanislas Staho (1 apr.- 30 giu.)
- 1956-1959  Ladislav Dupal
- 1959-1960  Ladislav Dupal,  Karel Michlowski
- 1960-1976  José Arribas
- 1976-1982  Jean Vincent
- 1982-1988  Jean-Claude Suaudeau
- 1988-1990  Jean-Claude Suaudeau,  Miroslav Blažević
- 1990-1991  Jean-Claude Suaudeau,  Miroslav Blažević (1 lug.-31 mar.)
 Jean-Claude Suaudeau (1 apr.- 30 giu.)
- 1991-1997  Jean-Claude Suaudeau
- 1997-2001  Raynald Denoueix
- 2002-2003  Ángel Marcos
- 2003-2004  Loïc Amisse
- 2004-2005  Loïc Amisse (1 lug.-31 dic.)
 Serge Le Dizet (2 gen.- 30 giu.)
- 2005-2006  Serge Le Dizet
- 2006-2007  Serge Le Dizet (1 lug.-19 set.)
 Georges Eo (20 set.- 11 feb.)
 Japhet N'Doram,  Michel Der Zakarian (12 feb.- 30 giu.)
- 2007-2008  Michel Der Zakarian
- 2008-2009  Michel Der Zakarian (1 lug.-26 ago.)
 Christian Larièpe (27 ago.- 3 set.)
 Élie Baup (4 set.- 30 giu.)
- 2009-2010  Gernot Rohr (1 lug.-3 dic.)
 Jean-Marc Furlan (4 dic.- 20 feb.)
 Baptiste Gentili (21 feb.- 30 giu.)
- 2010-2011  Philippe Anziani
- 2011-2012  Landry Chauvin
- 2012-2016  Michel Der Zakarian
- 2016-2017  René Girard (1 lug.-1 dic.)
 Philippe Mao (2 dic.- 7 dic.)
 Sérgio Conceição (8 dic.- 30 giu.)
- 2017-2018  Claudio Ranieri
- 2018-2019  Miguel Cardoso (1 lug.-1 dic.)
 Vahid Halilhodžić (2 ott.- 24 mag.)
- 2019  Vahid Halilhodžić (24 mag.- 2 ago.)
- 2019-2020  Christian Gourcuff (8 ago.- 8 dic.)
 Patrick Collot (8 dic.- 20 dic.)
 Ray Domenech (21 dic.- 24 mag.)
- 2020-2021  Ray Domenech (25 mag.- 11 feb.)
 Antoine Kombouaré (11 feb.- 24 mag.)
- 2021-2022  Antoine Kombouaré
- 2022-2023  Antoine Kombouaré (1 lug. - 9 mag)
 Pierre Aristouy (9 mag. - 30 giu.)
- 2023-2024  Pierre Aristouy (1 lug. - 29 nov.)
 Jocelyn Gourvennec (29 nov. - 19 mar.)
 Antoine Kombouaré (19 mar. - 31 lug.)
- 2024-2025  Antoine Kombouaré
- 2025-2026  Luís Castro

### Presidenti

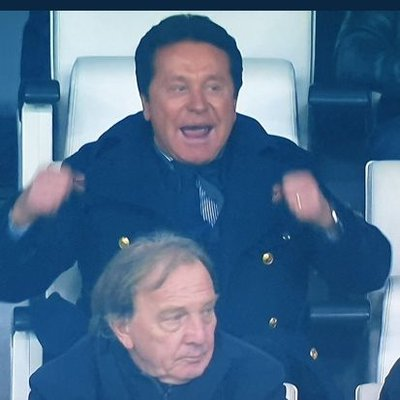
Waldemar Kita, presidente dal 2008.

Il primo presidente del Nantes fu Marcel Braud, ex membro del comitato direttivo del Saint-Pierre de Nantes, il principale club confluito nella nuova società.
Il suo mandato fu breve e nel 1944 venne sostituito dopo un anno da Marcel Saupin, il mandante della creazione del club. Dopo undici anni in carica che portarono come miglior risultato il 4º posto in Division 2 nel 1951-1952, quest'ultimo dovette lasciare il suo incarico nel 1955 a causa di una malattia. Jean Le Guillou gli succedette per tre anni, prima che il municipio di Nantes imponesse un nuovo presidente nella persona di Charles Stephan, sostituito pochi mesi dopo da Jean Clerfeuille. Sebbene sotto la presidenza di quest'ultimo il club raggiunse per la prima volta la massima divisione e vinse i suoi primi due titoli di campionato francese, dovette dimettersi dalla presidenza del club nel 1968 a seguito di attacchi interni contro la sua stessa dirigenza.
A lui succedette Louis Fonteneau, già presente
nello staff del club come segretario, che ricoprì la carica per diciassette anni, durante i quali il club ha vinto quattro scudetti e una coppa nazionale.
Nel 1986 lasciò il club volontariamente, facendo spazio a Max Bouyer, il quale, ispirato dai modelli di Bernard Tapie (presidente dell'Olympique Marsiglia dal 1986 al 1994) e Claude Bez (presidente del Bordeaux dal 1978 al 1991), si dedicò all'acquisto di giocatori di fama. Tuttavia, questa politica si rivelò fallimentare: il Nantes non riuscì a vincere alcun titolo e rischiò addirittura la retrocessione amministrativa all'inizio degli anni novanta.
Successivamente, Bouyer lasciò il posto a Guy Scherrer, il quale, durante il suo breve mandato di quattro anni, riuscì a dare una svolta al club, concentrandosi nuovamente sul centro di formazione. I giovani talenti prodotti vinsero il campionato francese nel 1995. Scherrer fu seguito da Jean-René Toumelin e Kléber Bobin, entrambi con mandati di due anni. Durante il periodo di Bobin, il club vinse l'ottavo scudetto e due coppe nazionali.
Nel 2000, il club fu acquisito da Socpresse, un gruppo di stampa di proprietà dell'industriale Serge Dassault. Quest'ultimo impose al consiglio d'amministrazione l'arrivo di Jean-Luc Gripond, che assunse la carica nell'ottobre dello stesso anno. Tuttavia, la sua politica d'azione si rivelò sin da subito fallimentare: nel dicembre 2001, pochi mesi dopo il suo arrivo, licenziò l'allenatore Raynald Denoueix, custode del cosiddetto "Jeu à la Nantaise", che allenava la prima squadra dal 1997 (e nel club da 30 anni), e nominò al suo posto Angel Marcos, reduce da una pessima andata al Lorient. Sotto Gripond, il club abbandonò la politica di formazione che aveva permesso negli anni antecedenti di ottenere buoni risultati, inoltre il presidente vendette numerosi titolari e il club iniziò a lottare per restare in Ligue 1.
Nonostante l'arrivo di Rudi Roussillon nel 2005 nel tentativo di correggere la situazione, il club subì la sua prima retrocessione nella sua storia nel 2007, dopo 44 stagioni in massima serie. Socpresse si rivolse quindi all'ex presidente del Lilla, Luc Dayan per risollevare le sorti del club,
prima di venderlo all'imprenditore franco-polacco Waldemar Kita in autunno. Quest'ultimo, sin dal suo arrivo, è stato pesantemente criticato dalla tifoseria gialloverde in virtù dei suoi precedenti alla guida presidenziale del Losanna; tuttavia, nel giro di pochi anni riuscì a riportare il Nantes in Ligue 1 e, nel 2022, a vincere la coppa nazionale e riportare i gialloverdi a disputare una competizione europea.
- 1943-1944:  Marcel Braud
- 1944-1955:  Marcel Saupin
- 1955-1958:  Jean Le Guillou
- 1958-1959:  Charles Stephan
- 1959-1968:  Jean Clerfeuille
- 1969-1986:  Louis Fonteneau
- 1986-1992:  Max Bouyer
- 1992-1996:  Guy Scherrer
- 1996-1998:  Jean-René Toumelin
- 1999-2001:  Kléber Bobin
- 2001-2005:  Jean-Luc Gripond
- 2005-2007:  Rudi Roussillon
- 2007:  Luc Dayan
- 2007-in carica:  Waldemar Kita

## Calciatori

### Vincitori di titoli
Campioni del mondo
- Jorge Burruchaga (Messico 1986)

Campioni d'Europa
- Maxime Bossis (Francia 1984)

Calciatori vincitori della Coppa dei Campioni CONMEBOL-UEFA
- Maxime Bossis (1985)

- José Touré (1985)

Calciatori vincitori dei Giochi Panamericani
- Marquinhos (Santiago 2023)

Vincitori di medaglie Olimpiche
- José Touré (Los Angeles 1984)
- William Ayache (Los Angeles 1984)
- Michel Bibard (Los Angeles 1984)

### Premi individuali dei giocatori
- Capocannoniere del campionato francese

1964-65  Jacques Simon (24)
1965-66  Philippe Gondet (36)
1982-83  Vahid Halilhodžić (27)
1984-85  Vahid Halilhodžić (28)
1993-94  Nicolas Ouédec (18)
1994-95  Patrice Loko (20)

## Palmarès

### Competizioni nazionali
- Campionato francese: 8

1964-1965, 1965-1966, 1972-1973, 1976-1977, 1979-1980, 1982-1983, 1994-1995, 2000-2001
- Coppa di Francia: 4

1978-1979, 1998-1999, 1999-2000, 2021-2022
- Supercoppa francese: 3

1965, 1999, 2001
- Coppa di Lega francese: 1

1964-1965

### Competizioni internazionali
- Coppa delle Alpi: 1

1982

### Competizioni giovanili
- Championnat National U19: 3

1990-1991, 2021-2022, 2022-2023
- Coppa Gambardella: 3

1974, 1975, 2002
- Championnat National U17: 2

2005-2006, 2018-2019

## Statistiche e record

### Partecipazione ai campionati e ai tornei internazionali

#### Campionati nazionali
Dalla stagione 1945-1946 alla 2024-2025 il club ha ottenuto le seguenti partecipazioni ai campionati nazionali:
| Livello | Categoria            | Partecipazioni | Debutto   | Ultima stagione | Totale |
| ------- | -------------------- | -------------- | --------- | --------------- | ------ |
| 1º      | Division 1 / Ligue 1 | 57             | 1963-1964 | 2024-2025       | 57     |
| 2º      | Division 2 / Ligue 2 | 23             | 1945-1946 | 2012-2013       | 23     |

#### Tornei internazionali
Alla stagione 2024-2025 il club ha ottenuto le seguenti partecipazioni ai tornei internazionali:
| Categoria                                | Partecipazioni | Debutto   | Ultima stagione |
| ---------------------------------------- | -------------- | --------- | --------------- |
| Coppa dei Campioni/UEFA Champions League | 8              | 1965-1966 | 2001-2002       |
| Coppa delle Coppe                        | 2              | 1970-1971 | 1979-1980       |
| Coppa UEFA/UEFA Europa League            | 12             | 1971-1972 | 2022-2023       |
| Coppa Intertoto                          | 3              | 1996      | 2004            |

### Statistiche individuali
Record di presenze e reti in tutte le competizioni ufficiali, comprese anche le partite di coppa.
Dati aggiornati al 24 luglio 2025.
| Record di presenze - 531 - Henri Michel (1966-1982) - 531 - Jean-Paul Bertrand-Demanes (1969-1987) - 505 - Frédéric Da Rocha (1995-2009) - 503 - Loïc Amisse (1973-1990) - 436 - Patrice Rio (1970-1984) - 421 - Mickaël Landreau (1996-2006) - 413 - Maxime Bossis (1973-1985; 1990-1991) - 388 - Gabriel De Michèle (1963-1975) - 386 - Nicolas Savinaud (1995-2007) - 357 - Bernard Blanchet (1962-1974) | Record di reti - 113 - Bernard Blanchet (1962-1974) - 102 - Japhet N'Doram (1990-1997) - 98 - Philippe Gondet (1963-1971) - 96 - Jacques Simon (1963-1968) - 93 - Gilles Rampillon (1970-1982) - 92 - Vahid Halilhodžić (1981-1986) - 87 - Loïc Amisse (1973-1990) - 83 - Nicolas Ouédec (1989-1996) - 81 - Henri Michel (1966-1982) - 73 - Eric Pécout (1971-1981) |

- Maggior numero di gol segnati in una partita:  Philippe Gondet (4)[124]

Il giocatore con più presenze nelle competizioni europee è Jean-Paul Bertrand-Demanes a quota 39, mentre il miglior marcatore è Nicolas Ouédec con 14 gol.

### Statistiche di squadra
Alcuni dei record del Nantes sono imbattuti a livello nazionale: laddove sono evidenziati in grassetto corsivo.
- Numero di risultati utili consecutivi: 32 (1994-95)
- Imbattibilità in casa: 92 partite consecutive (dal 15 maggio 1976 al 7 aprile 1981)
- Maggior numero di vittorie in una stagione: 26 (1965-66 e 1979-80)
- Vittoria più larga in casa: 8-0 al Paris in Coupe de la Ligue
- Vittoria più larga in trasferta: 6-1 al Cannes (1966), 5-0 al Laval (1979) e allo Strasburgo (2001)
- Minor numero di sconfitte in una stagione: 1 (1994-95)
- Sconfitta più larga in casa: 5-0 contro il Bordeaux (2001)
- Sconfitta più larga in trasferta: 7-1 contro il Monaco (2025)
- Minor numero di gol subiti in una stagione complessiva: 26 (1977-78)
- Maggior numero di gol realizzati in una stagione complessiva: 85 (1978-79)
- Stagioni consecutive in massima divisione: 44 (dal 1963-64 al 2006-07)

A livello internazionale la miglior vittoria è per 7-0, ottenuto contro il Cliftonville nel primo turno della Coppa delle Coppe 1979-1980, mentre la peggior sconfitta è invece un 5-1, subito in tre occasioni: contro il Manchester Utd nella seconda fase a gruppi della UEFA Champions League 2001-2002, contro il Bayer Leverkusen nei quarti della Coppa UEFA 1994-1995 e contro il Cardiff City nel secondo turno della Coppa delle Coppe 1970-1971.

## Tifoseria
(Chauvière)

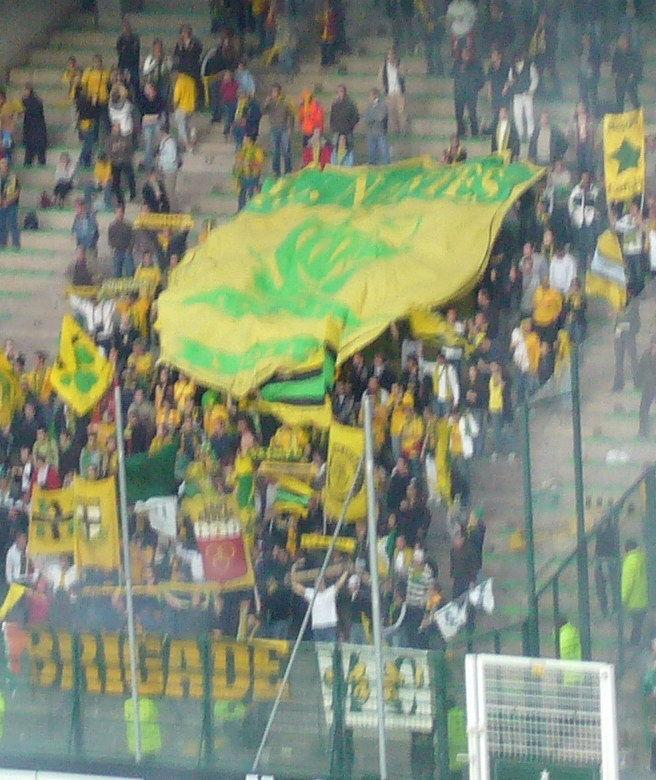
Tifosi canarini durante una gara contro l'.

Come molte squadre di calcio professionistiche, il Nantes ha gruppi di tifosi, la maggior parte dei quali sono organizzati come associazioni, per un totale di tredici, tra i più numerosi in Francia dopo Lens (44), Lilla (20) e Metz (14).
Il primo gruppo organizzato di tifosi canarini venne fondato nel 1946 con il nome di "Allez Nantes", rimanendo a lungo l'unico gruppo organizzato di tifosi nantaise. A distanza di ventisei anni venne fondato il gruppo "Les Canaris", strutturato in sezioni patrocinate dai giocatori, nei quartieri della città e nelle località limitrofe, che nel 1976 si fuse con il primo gruppo, dando vita agli "Allez Nantes Canaris" (ANC). Sempre negli anni 1970, precisamente il 24 agosto 1972, a Parigi i supporter canarini fondarono il "Club des Supporters Parisiens du Football Club de Nantes" (CSPFCN).
Con lo spostamento del Nantes al nuovo stadio della Beaujoire nella prima metà degli anni 1980, l'ANC, che contava circa 500 membri, venne affiancata da altri gruppi organizzati quali "Canaris Sud 44" e "Allez Nantes Nord 44".
Dall'altra parte, nella tribune de la Loire venne fondato il gruppo "Loire Side", sciolto nel 1990 dalla dirigenza canarina dopo appena cinque anni di attività a causa dei loro atti di violenza. Dopo la dissoluzione del suddetto gruppo la tribuna fu divisa tra gli "Young Boys" guidati da Christophe Slout (1991-1996), "Yellow Power" e "Urban Service" (1990-1998). Il primo gruppo era composto da tifosi più moderati, mentre gli ultimi due da tifosi appartenenti al culto degli hooligans; tutti e tre i gruppi non ebbero tuttavia vita lunga. Nella stagione 1998-1999 venne fondato un nuovo gruppo all'interno della Tribuna Loire, quello della "Brigaide Loire", basato sul modello dei gruppi di ultras inglesi e supportati dai "Yellow Flight", posti nella tribuna Océane. Questo gruppo nel tempo si è distinto dagli altri presenti alla Beaujoire per l'uso di fumogeni e striscioni, venendo talvolta penalizzato per il lancio in campo degli stessi.
A partire dagli anni 2000 altri gruppi vennero fondati: nel 2002 i sostenitori canarini provenienti dalla regione parigina fondarono il gruppo "L'Espirir Canaris"; mentre nel 2005 venne fondato nella Tribuna Erdre il gruppo dei "Magic Canaris", poi sciolto nel 2013. All'inizio della stagione 2013-2014, a seguito dello scioglimento dei Magic Canaris, venne fondato il gruppo "Kop Erdre". Qualche anno dopo, nel 2015, venne fondato il gruppo indipendente "Ch'tis Canaris", formato da tifosi espatriati nell'Alta Francia, riconosciuto come gruppo ufficiale solo nel luglio 2022.
La tifoseria del Nantes è nota per la propria freddezza nei confronti della squadra data in primo luogo da una certa esigenza nei risultati di ogni singolo incontro: difficilmente la tifoseria accetta un errore da parte della squadra, anche se questa gioca in partite ininfluenti per il risultato in campionato. Spesso la tifoseria si scaglia contro giocatori o allenatori accusati di aver compiuto qualche leggerezza, tra cui Henri Michel, Omar Sahnoun (quest'ultimo accusato anche per le sue origini algerine), Hassan Ahamada, colpevole di essere favorito dall'allora allenatore Loïc Amisse, suo parente; mentre dagli inizi degli anni 2000 le critiche sono state rivolte verso i giovani esordienti, tra i quali Christian Wilhelmsson e Fabien Barthez.
Negli ultimi tempi, a causa del declino dei risultati da parte della squadra, la tifoseria ha compiuto diversi atti di violenza durante le partite (specialmente in occasione delle retrocessioni del 2007 e del 2009) e gli allenamenti della squadra.

### Rivalità
- Angers[153]
- Bordeaux[154]
- Rennes[155]
- Saint-Étienne[156]

L'ostilità dei tifosi del Nantes nei confronti di quelli dell'Angers e del Bordeaux è data da motivi territoriali, in quanto entrambe le squadre si affacciano sull'Oceano Atlantico (ragion per cui lo stesso derby contro il Bordeaux è denominato Derby de l'Atlantique). La rivalità tra i tifosi del Rennes e quelli del Saint-Étienne è invece data da motivi sportivi, in particolare quella con i Verts, che tra gli anni sessanta e gli anni ottanta si contendevano con i canarini la vittoria finale del campionato.
(Matthieu Lecharpentier)
Il "derby" con il Rennes ha invece radici ben più recenti, sostanzialmente perché la squadra del capoluogo bretone ha storicamente costituito un impegno poco difficile per i Canarini. È anzi da sottolineare come i tifosi dei due club fossero anche abbastanza vicini nella decade tra gli anni sessanta e gli anni settanta, volendo rappresentare l'Ovest nel calcio francese. I tifosi del Rennes sventolavano notoriamente una bandiera con scritto Rennes la coupe, Nantes le championnat ("A Rennes la coppa, a Nantes il campionato") nel 1965, dato che le squadre si giocavano i due titoli più importanti. La rivalità è sorta più recentemente, soprattutto in ragione dell'ascesa del Rennes dell'era Pinault e le disgrazie economiche e sportive dei Canarini. Un primo momento che portò la pacifica rivalità ad acuirsi fu il trasferimento del calciatore canarino Olivier Monterrubio dal Nantes al Rennes nell'estate 2001, accolto male da entrambe le parti all'inizio, ma il vero indicatore dell'inversione dei rapporti di forza e dell'aumento dell'animosità da parte dei tifosi dei canarini è da datare al 4 gennaio 2006, data della prima vittoria del Rennes contro il Nantes alla Beaujoire, 41 anni dalla prima volta.
Negli anni a seguire altri eventi hanno portato all'aggravamento della situazione: nella stagione 2006-2007 un'invasione di campo volontaria da parte dei tifosi del Nantes durante l'ultima gara di campionato contro il Tolosa penalizzò il Rennes che venne privato della prima storica qualificazione in UEFA Champions League; mentre nel settembre 2013 vi furono scontri tra i tifosi delle due tifoserie.

## Organico

### Rosa 2025-2026
Aggiornata al 25 luglio 2025.
| N. |                          | Ruolo | Calciatore         |
| -- | ------------------------ | ----- | ------------------ |
| 2  | Haiti (bandiera)         | D     | Jean-Kévin Duverne |
| 3  | Francia (bandiera)       | D     | Nicolas Cozza      |
| 5  | Corea del Sud (bandiera) | C     | Kwon Hyeok-kyu     |
| 6  | Nigeria (bandiera)       | D     | Chidozie Awaziem   |
| 7  | Corea del Sud (bandiera) | C     | Hong Hyun-seok     |
| 8  | Francia (bandiera)       | C     | Johann Lepenant    |
| 10 | Francia (bandiera)       | A     | Matthis Abline     |
| 11 | Francia (bandiera)       | A     | Bahereba Guirassy  |
| 13 | Francia (bandiera)       | C     | Francis Coquelin   |
| 14 | Mali (bandiera)          | A     | Amady Camara       |
| 16 | Portogallo (bandiera)    | P     | Anthony Lopes      |
| 17 | Francia (bandiera)       | C     | Dehmaine Tabibou   |
| 19 | Marocco (bandiera)       | A     | Youssef El-Arabi   |
| 22 | Madagascar (bandiera)    | D     | Mathieu Acapandié  |

| N. |                       | Ruolo | Calciatore        |
| -- | --------------------- | ----- | ----------------- |
| 23 | Comore (bandiera)     | A     | Adel Mahamoud     |
| 26 | Serbia (bandiera)     | D     | Uroš Radaković    |
| 28 | Francia (bandiera)    | D     | Fabien Centonze   |
| 30 | Svezia (bandiera)     | P     | Patrik Carlgren   |
| 31 | Egitto (bandiera)     | A     | Mostafa Mohamed   |
| 50 | Francia (bandiera)    | P     | Alexis Mirbach    |
| 52 | Mauritania (bandiera) | C     | Bahmed Deuff      |
| 66 | Francia (bandiera)    | C     | Louis Leroux      |
| 71 | Francia (bandiera)    | D     | Hugo Boutsingkham |
| 90 | Francia (bandiera)    | C     | Yassine Benhattab |
| 98 | Francia (bandiera)    | D     | Kelvin Amian      |
|    | Svezia (bandiera)     | C     | Mayckel Lahdo     |